# Robert Paturel
Robert Paturel (Rueil-Malmaison, 2 agosto 1952) è un ex pugile francese sei volte campione di Francia di savate e vincitore della Coppa d'Europa nel 1984.

## Biografia
Iniziata la pratica del savate è divenuto campione di Francia dei pesi medi nel 1976, riconfermandosi poi nel 1977, 1979, 1980. Nel 1982 passò alla categoria dei mediomassimi confermandosi poi campione nel 1984. Nello stesso anno conquistò poi la Coppa d'Europa della categoria.
Inquadrato nella polizia in una unità specializzata dove funge da allenatore, è un esperto di difesa. Ha importato il tonfa in Francia e codificato il suo utilizzo nel programma ufficiale della FFTS (Formation française de tonfa-sécurité). Questo metodo è oggi insegnato nelle scuole di polizia, della gendarmeria e dell'esercito.
La boxe de rue, da lui inventata nel 2002, deriva dalla sua pratica delle arti marziali e dalla lunga esperienza nel settore. Negli ultimi anni Robert Paturel ha partecipato a diversi film in cui è stato spesso anche consulente tecnico. Ha pubblicato due libri: L'esprit du combat e Tonfa sécurité. Nel marzo del 2010 ha pubblicato il suo primo romanzo, Les panthères noires de Bièvre. Esso è in gran parte ispirato alla sua attività.

## Opere
- Robert Paturel e Alain Formaggio, Tonfa sécurité, Chiron éditeur, 2001
- Robert Paturel, L'esprit du combat, Chiron éditeur, 2002
- Robert Paturel, Les panthères noires de Bièvre, éditions Baudelaire, 2010
- Robert Paturel, Mémoires du Raid, Collection Xénofon, 2011
- Robert Paturel, Boxe de rue, techniques et étude comportementale, Atelier Fol'fer, 2012